# Thomas James Conaty
Thomas James Conaty (Kilnaleck, 1º agosto 1847 – Coronado, 18 settembre 1915) è stato un vescovo cattolico irlandese naturalizzato statunitense.

## Biografia
Monsignor Thomas James Conaty nacque a Kilnalek, nella contea di Cavan, Irlanda, il 1º agosto 1847. Era figlio di Patrick Comte Conaty e Alice (nata Lynch). Due anni dopo la nascita del figlio, i genitori emigrarono negli Stati Uniti. Si stabilirono a Taunton, nel Massachusetts.

### Formazione e ministero sacerdotale
Studiò in una scuola pubblica e poi al Montreal College e all'Holy Cross College a Worcester. Nel 1869 entrò nel seminario di Montreal.
Il 21 dicembre 1872 fu ordinato presbitero per la diocesi di Springfield. L'anno successivo venne nominato vicario parrocchiale della chiesa di San Giovanni a Worcester. Nel 1880 assunse la guida della neonata parrocchia del Sacro Cuore di Gesù. Con essa venne costruita la chiesa, la scuola parrocchiale, la canonica, un monastero e una sala sportiva. In parrocchia operarono sedici comunità di vita apostolica. Nel 1877 organizzò la Società diocesana di sobrietà. Presiedette anche la Scuola estiva d'America.
Nel 1896 papa Leone XIII lo nominò rettore dell'Università Cattolica d'America a Washington.

### Ministero episcopale

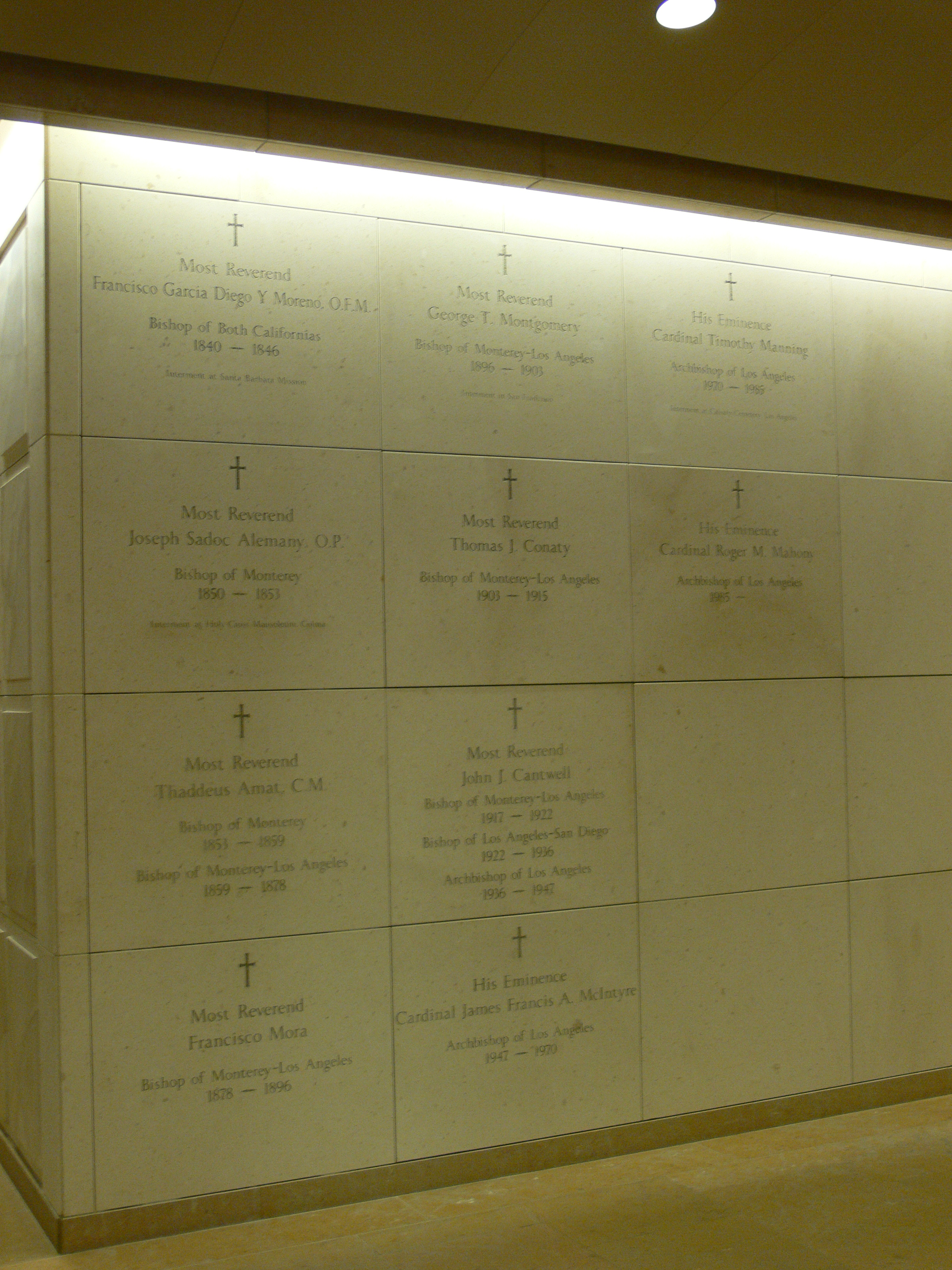
Tomba di monsignor Conaty nella cripta-mausoleo della cattedrale di Nostra Signora degli Angeli a Los Angeles.

Il 5 ottobre 1901 papa Leone XIII lo nominò vescovo titolare di Samo. Ricevette l'ordinazione episcopale il 24 novembre 1901 dal cardinale James Gibbons, arcivescovo metropolita di Baltimora, coconsacranti il vescovo di Covington Camillus Paul Maes e quello di Springfield Thomas Daniel Beaven.
Il 27 marzo 1903 papa Leone XIII lo nominò vescovo di Monterey-Los Angeles. Fondò il giornale diocesano e partecipò attivamente ai lavori di varie società apostoliche di laici. Si impegnò anche nei campi della carità, della salute e dell'educazione. Patrocinò i conventi e i monasteri della diocesi. Collaborò con il St. Vincent College in Pennsylvania. Il suo progetto per costruire una nuova cattedrale non venne però realizzato.
Durante il suo ministero prestò particolare attenzione alle esigenze e alle missioni tra i popoli indigeni dell'America. Acquisì la fama di predicatore di talento. Non evitò il dialogo ecumenico con i membri di altre fedi cristiane.
Morì a Coronado, una cittadina balneare nel distretto di San Diego, il 18 settembre 1915 all'età di 68 anni. Inizialmente fu sepolto nella tomba di famiglia al Saint Francis Old Cemetery di Taunton. In seguito la sua salma venne tumulata nella cripta-mausoleo della cattedrale di Nostra Signora degli Angeli a Los Angeles.

## Genealogia episcopale
La genealogia episcopale è:
- Cardinale Scipione Rebiba
- Cardinale Giulio Antonio Santori
- Cardinale Girolamo Bernerio, O.P.
- Arcivescovo Galeazzo Sanvitale
- Cardinale Ludovico Ludovisi
- Cardinale Luigi Caetani
- Cardinale Ulderico Carpegna
- Cardinale Paluzzo Paluzzi Altieri degli Albertoni
- Cardinale Gaspare Carpegna
- Cardinale Fabrizio Paolucci
- Cardinale Francesco Barberini
- Cardinale Annibale Albani
- Cardinale Federico Marcello Lante Montefeltro della Rovere
- Vescovo Charles Walmesley, O.S.B.
- Arcivescovo John Carroll, S.I.
- Vescovo Benedict Joseph Flaget, P.S.S.
- Arcivescovo Martin John Spalding
- Cardinale James Gibbons
- Vescovo Thomas James Conaty